# Campo visual
El campo visual está determinado por la parcela de la realidad que capta el ojo cada vez que hace una panorámica del entorno. Está determinado por líneas imaginarias que perfilan un cuadrado o un rectángulo, en donde están ubicados todos los elementos contenidos en cada escena que se capta en la visión directa de la realidad. Pero este campo visual puede diferir en las personas, pues esto depende de la iluminacion, el contraste y el color que captan los ojos de las personas.
La amplitud del campo visual humano abarca más o menos 180°, y solo en una porción de esos grados se captan con nitidez las imágenes.

## La estructura del campo visual
En el campo visual de cada individuo pueden apreciarse los objetos ubicados en el espacio, unos detrás de otros, algunos pequeños y otros grandes. Se diferencian las calidades superficiales más definidas o menos definidas dependiendo de su distancia y se aprecia la calidad de los colores: si están próximos, se ven saturados; si están lejanos, se ven modulados y demodulados.

Campo de visión

## Medición del campo visual
El campo visual se mide mediante la campimetría, que puede ser cinética, con puntos de luz que se mueven hacia dentro hasta que el observador puede verlos, o estática, en la que los puntos de luz se encienden aleatoriamente sobre una pantalla blanca, de manera que el paciente debe apretar un botón cuando visualiza el punto. El equipo más frecuentemente utilizado es el Analizador automático de campo Humphrey.
Los patrones de examen más utilizados refieren a los 24 o 30 grados centrales de visión, aunque la mayoría de los equipos permite medir el campo visual completo.

## Pérdida del campo visual
La pérdida del campo visual puede ocurrir debido a enfermedades o desórdenes del ojo, del nervio óptico o del cerebro. 
En general se consideran cuatro tipos de defectos del campo:
- Defectos altitudinales, pérdida de visión arriba o abajo de la horizontal, relacionados con anormalidades oculares.
- Hemianopía bitemporal.
- Escotoma central
- Hemianopía homónima, pérdida de un lado en ambos ojos, defecto del quiasma óptico.

En seres humanos, se usan exámenes confrontativos y otras formas de perimetría para medir la pérdida del campo visual. Diferentes dificultades neurológicas causan formas características de distorsión visual, tales como hemianopsias, deficiencia macular, cuadrantanopsia y otras:
|  |  |  |
|  |  |  |
|  |  |  |